# Alvito (freguesia)
Pour les articles homonymes, voir Alvito.
Alvito est une paroisse civile portugaise (en portugais : freguesia) de la municipalité d'Alvito dans le district de Beja.

## Géographie
Alvito se trouve dans la région de l'Alentejo.
La paroisse est traversée par la Ribeira de Odiveias, affluent du Sado, entre les barrages d'Alvito et d'Odivelas.

## Démographie
Lors du recensement de 2021, Alvito compte 1 196 habitants. La municipalité, qui comprend également la paroisse de Vila Nova da Baronia, totalise alors 2 280 habitants.